# Ferdinandy Gejza
Hidasnémeti Ferdinandy Gejza (Kassa, 1864. június 10. – Budapest, Ferencváros, 1924. március 15.) jogtudós, egyetemi tanár, a hidasnémeti Ferdinandy család sarja. Neve több alakban is előfordul: egyes források vezetékneveként a Ferdinándy, keresztneveként pedig a Geyza változatot használják.

## Élete
A nemesi származású hidasnémeti Ferdinandy-család sarja. Édesapja, hidasnémeti Ferdinandy Bertalan (1821-1894), királyi tanácsos, Abaúj vármegye első alispánja, Kassa, Eperjes, Bártfa és Kisszeben szabad királyi városok főispánja, édesanyja, brünwaldi Rozeth Johanna (Janka; 1834-1902) volt. Tanulmányait Kassán kezdte, majd mikor édesapja 1875-ben Budapestre költözött, a II. kerületi főgimnáziumban folytatta és az V. kerületi főgimnáziumban fejezte be. Katonai szolgálatra készült; 1882-ben a 24. vadászzászlóaljnál teljesített katonai szolgálatot és tartalékos hadnagyi ranggal távozott a katonaságtól és jogi tanulmányokba kezdett a budapesti egyetemen. 1877-ben kapott doktori címet kapott. 1886-ban a honvédelmi minisztériumban fogalmazó gyakornok lett; 1889-ben segédfogalmazóvá, 1890-ben pedig fogalmazóvá neveztetett ki. 1895-ben a budapesti tudományegyetemen a jogi diszciplína egyik sajátos magyar ágazatából, a közjogból nyert magántanári képesítést.
1905-ben rendkívüli tanári címet kapott, a Magyar Tudományos Akadémia pedig levelező tagjává választotta. 1918-ban címzetes nyilvános rendkívüli tanár lett. 1919-ben honvédelmi államtitkárrá nevezték ki.
Hazai jogi tanulmányok után közigazgatási pályára lépett. Köztisztviselőként a honvédelmi minisztériumban teljesített szolgálatot, ahol 1907-ben osztálytanácsossá nevezték ki, majd 1912-ben – az új véderőtörvények (1912:XXX. tc.) előkészítésében szerzett elvitathatatlan érdemei elismeréséül – miniszteri tanácsosi címet adományoztak neki.
Hazánk legkiválóbb közjogászainak egyike volt. Elsősorban a magyar közjog történetével, valamint alkotmányjoggal, ezen belül a Szent Korona tanával foglalkozott. Fiatalon lelkesedett Széchenyi Istvánért, híve volt a dualizmusnak, bár az idő előrehaladtával egyre több korrekcióra tett javaslatot. Későbbi írásaiban viszont már egyértelműen az önálló magyar államiság mellett foglalt állást. Minisztériumi munkája, az egyetemi katedra, illetve tudományos tevékenysége mellett – különösen 1903 és 1905 között – élénk publicisztikai tevékenységet fejtett ki.
Budapesten, a Kerepesi úti temetőben helyezték nyugalomra, ahonnan hamvait – a Nemzeti Panteon kialakítása miatt – 1963-ban Hidasnémeti katolikus temetőjébe telepítették át.

## Családja
Felesége komoróczi és szantandrási Bencsik Izabella volt, akitől három fia született:
- László (1895. október 17. – 1973. május 4.),[7] író. 1924-ben ügyvédi irodát nyitott Budapesten, mely még a második világháború vége felé (1944) is fennállott. (Főbb művei: Az országgyűlés reformja és az ideiglenes alkotmány, 1924; A Nádori méltóság betöltése és az ideiglenes alkotmány, 1926; A választási törvényjavaslat kritikája, 1938). 
Felesége ebesfalvi Lengyel Angéla (meghalt Budapesten, 1939. január 1-jén) szintén publikáló író, kinek több verse jelent meg a Pesti Hírlapban és a Nemzeti Újságban (Főbb művei: Nagy Péntek – Krisztus-dráma,[8] 1932; Tavi Tündér –Színpadi rege, 1932, Honnan, Hová, miért – verseskötet.)[9]
- Géza (Gejza)(1902. március 20. – 1950. augusztus 28.), miniszteri műszaki tanácsos, gépészmérnök.[10] A budapesti Műegyetemen nyerte diplomáját. Állami szolgálatát 1928-ban kezdte, mint mértékügyi segédfelügyelő, 1944-től műszaki tanácsos az iparügyi minisztériumban, 1949-es nyugdíjazásáig. Cikkei jelentek meg a Mezőgazdasági Közlönyben és a Természettudományi Közlönyben. (Főbb művei: Papirosgyártás, papirosáruismeret és papirosvizsgálat, 1942; A papiroshulladék a háborús anyaggazdálkodásban, 1943; Papirosgyártás, 1938)
- István (1905-?)

## Emlékezete
Nevét őrzi a Ferdinandy Gejza-díj, melyet a honvédelmi miniszter adományoz „a katonai közigazgatásban tartósan végzett kiemelkedő munka, valamint a honvédelmi igazgatás korszerűsítése érdekében kifejtett átlagon felüli teljesítményért”.

## Főbb művei
- Magyarország közjogi viszonya Ausztriához és annak történelmi fejlődése. Budapest: Pallas, 1892. 260 p.
- Az állampolgárságról (Budapest, 1894)
- A felelősség elve a magyar alkotmányban (Budapest, 1895.) Hornyánszky Ny, 1895. 126 p.
- A királyi méltóság és hatalom Magyarországon (Budapest, 1895)
- Az arany bulla (közjogi tanulmány, díjnyertes akadémiai pályamű) (Budapest, 1899)
- Az államalkotó szerződések (belső államszerződések) a magyar közjogban. Budapest : Hornyánszky Ny, 1902. 93 p
- Magyarország közjoga (Budapest, 1902)
- Korona és monarchia (Budapest, 1903)
- A pragmatika sanctio és a házi törvények (Budapest, 1903)
- Parlamenti vizsgáló-bizottság és az országgyűlési tagok megvesztegetésének büntethetősége (Jogállam, 7. füzet 1903)
- A magyar alkotmány történelmi fejlődése (Budapest, 1906)
- A rendi elemek a magyar alkotmányban (MTA székfoglaló értekezés, felolvasva. 1907. március 11-én) (Budapest, 1907)
- Staats- und Verwaltungsrecht des Königreichs Ungarn und seiner Nebenländer. Hannover: M. Janecke, 1909. 318 p.
- A magyar alkotmányjog tankönyve (Budapest, 1911)
- A királyválasztás joga. Budapest: Globus Ny, 1920. 20. p.
- A szabad királyválasztás joga (válasz Ráttkay R. Kálmán dr.-nak) (Budapest, 1921)